# Rietzneuendorf-Staakow
Rietzneuendorf-Staakow är en kommun i Landkreis Dahme-Spreewald i förbundslandet Brandenburg i Tyskland. Kommunen bildades den 31 december 2001 genom en sammanslagning av de tidigare kommunerna  Rietzneuendorf-Friedrichshof och Staakow. Kommunen ingår i kommunalförbundet Amt Unterspreewald.